# Andreas Redkin
Andreas Redkin, född 19 januari 2007 i Stockholm, är en svensk fotbollsspelare som spelar för AIK i Allsvenskan.

## Klubblagskarriär

### Tidig karriär
Redkin började spela fotboll för moderklubben AIK vid femårsålder. Hans fotbollsuppfostran började därmed redan som knatte i klubben och avancerade där via ungdomsleden upp till akademin.
Som ung hade Redkin den före detta AIK-fostrade spelaren Alexander Isak som förebild och idol.

### AIK
Redkin skrev den 27 december 2024 på sitt första A-lagskontrakt med AIK, då han skrev på ett kontrakt till och med den 31 december 2027. Redkin ska dessförinnan haft intresse från andra allsvenska klubbar, men även bulgariska CSKA Sofia ska haft honom på sin radar. Redkin menade däremot på att det aldrig var intressant för honom att skriva på för någon annan klubb än AIK och efter samtal med huvudtränaren Mikkjal Thomassen hösten 2024 var han helt inställd på att spela för moderklubben kommande säsonger.

I samband med att Redkin skrev på det nya kontraktet sade han: 
| ”                | Det är allt jag har drömt om sen jag började spela i AIK som femåring. Man har sett andra spelare gå genom akademin och vidare upp i A-laget. Att få vara där själv nu känns nästan overkligt. | „ |
| – Andreas Redkin | |   |

Redkin gjorde sin debut för AIK den 22 februari 2025 i en cup-match mot Trelleborgs FF som slutade 1–1 på Malmö IP.
Redkin gjorde sin allsvenska debut den 31 mars 2025 när han spelade från start i AIK:s premiäromgång borta mot GAIS på Gamla Ullevi. AIK vann matchen med 1–0 efter  mål på stopptid av Bersant Celina, spelaren Redkin bytts ut mot i den 77:e matchminuten. Omgången därpå fick han återigen chansen från start när AIK tog emot IFK Norrköping (4–3) på Strawberry Arena. Emellertid åkte Redkin på en korsbandsskada i slutet av den första halvleken, vilket ledde till att han blev borta från spel en längre period.

## Spelstil
I en intervju med Testa Stör i februari 2025 beskrev Redkin sina främsta egenskaper i spelet, där han lyfte fram sina förmågor i press- och återerövringsspelet samt även tajming i löpningarna.

## Statistik
| Klubb | Säsong                                                | Inhemsk liga      | Inhemsk liga | Inhemsk liga | Nat. täv. | Nat. täv. | Internat. täv. | Internat. täv. | Totalt | Totalt |
| Klubb | Säsong                                                | Serie             | SM           | Mål          | SM        | Mål       | SM             | Mål            | SM     | Mål    |
| ----- | ----------------------------------------------------- | ----------------- | ------------ | ------------ | --------- | --------- | -------------- | -------------- | ------ | ------ |
| AIK   | 2025                                                  | Allsvenskan       | 2            | 0            | 2         | 0         | 0              | 0              | 4      | 0      |
| AIK   | Totalt i klubblag                                     | Totalt i klubblag | 2            | 0            | 2         | 0         | 0              | 0              | 4      | 0      |
| AIK   | Antal matcher och mål är korrekt per den 7 april 2025 |                   |              |              |           |           |                |                |        |        |